# Panicum mahafalense
Panicum mahafalense är en gräsart som beskrevs av Aimée Antoinette Camus. Panicum mahafalense ingår i släktet vipphirser, och familjen gräs. Inga underarter finns listade i Catalogue of Life.